# Sven Thor
Sven Rudolf Thor (* 14. November 1910 in Uppsala; † 22. Oktober 1989 in Vaksala) war ein schwedischer Radrennfahrer und nationaler Meister im Radsport.

## Sportliche Laufbahn
Thor war im Straßenradsport aktiv. Er gewann die nationale Meisterschaft im Einzelzeitfahren von 1930 bis 1932.  Fünfmal gewann er die nationale Meisterschaft im Mannschaftszeitfahren. 1932 siegte er in der Mälaren Runt. 1934 gewann er das älteste schwedische Eintagesrennen Skandisloppet. Bei den Nordischen Meisterschaften im Radsport gewann er die Mannschaftswertung des Einzelrennens 1930 und 1934.
Bei den Straßenradsport-Weltmeisterschaften 1932 startete Thor in der Nationalmannschaft im Rennen der Amateure und belegte den 11. Platz. Er startete für die Vereine „SK Fyrishof“ und „CK Uni“.